# Baume Loubière
Située dans le 13e arrondissement de Marseille, à 2 km au nord-ouest de la commune de Château-Gombert, la baume Loubière fut découverte en 1829 par J. Simonet,. Elle est également appelée la grotte Loubière ou les grottes Loubière, Loubière pouvant s'écrire avec ou sans "s". La chaîne de l'Étoile où se situe la grotte est riche en sites préhistoriques.

## Toponymie
Le mot "Loubière" vient de l'occitan "loubiero", qui vient du mot "lop" (loup) et veut dire "la tanière du loup",.
Ce nom pourrait venir de la présence éventuelle de  loups ou d'os de loups dans la grotte,. Le mot baume signifie quant à lui « grotte ».

## Historique

### Découverte
La grotte est découverte en 1829 par J. Simonet. Il faudra attendre 1886 pour qu'une première expédition soit menée. En 1893, des découvertes sont communiquées dans un article paru  dans les Bulletins et mémoires de la société d'anthropologie de Paris et écrit par Eugène Fournier et C. Rivière : on a retrouvé dans la grotte un couteau et trois racloirs en silex, un polissoir, deux poinçons en os, de nombreux tessons de poterie, dont certains semblent avoir été faits au tour de potier, ainsi que des restes d'animaux, mais aussi humains, avec la présence de fragments d'os longs,,,.

### Fait divers
En 1898, la grotte fut murée après le meurtre dans la grotte de la petite Antonia Descours, afin de décourager l'arrivée de nombreux curieux, susceptibles d'endommager les lieux et de se blesser. Un berger, sur son lit de mort, avoua le meurtre en 1915, en confessionnal,.

### Activité touristique
La grotte reste fermée jusqu'en 1930, date à laquelle une société réalise des travaux afin d'en faire un site touristique, un restaurant est même construit. Les travaux durent 15 mois afin d'aménager l'accès et la première partie de la grotte, d'installer des escaliers munis de rampes et l'électricité.
Des affiches publicitaires en assurent alors la promotion, avec un slogan : « Touristes, attention ! Ne quittez pas Marseille sans visiter les grottes Loubière ».

### Fermeture en 1989
Après avoir servi de boîte de nuit sur les dernières années de son activité, les Grottes Loubière sont finalement fermées en mars 1989 par la ville de Marseille.
En 2020, Martine Vassal annonçait dans ses promesses de campagne le désir de rouvrir la grotte.

## Galerie

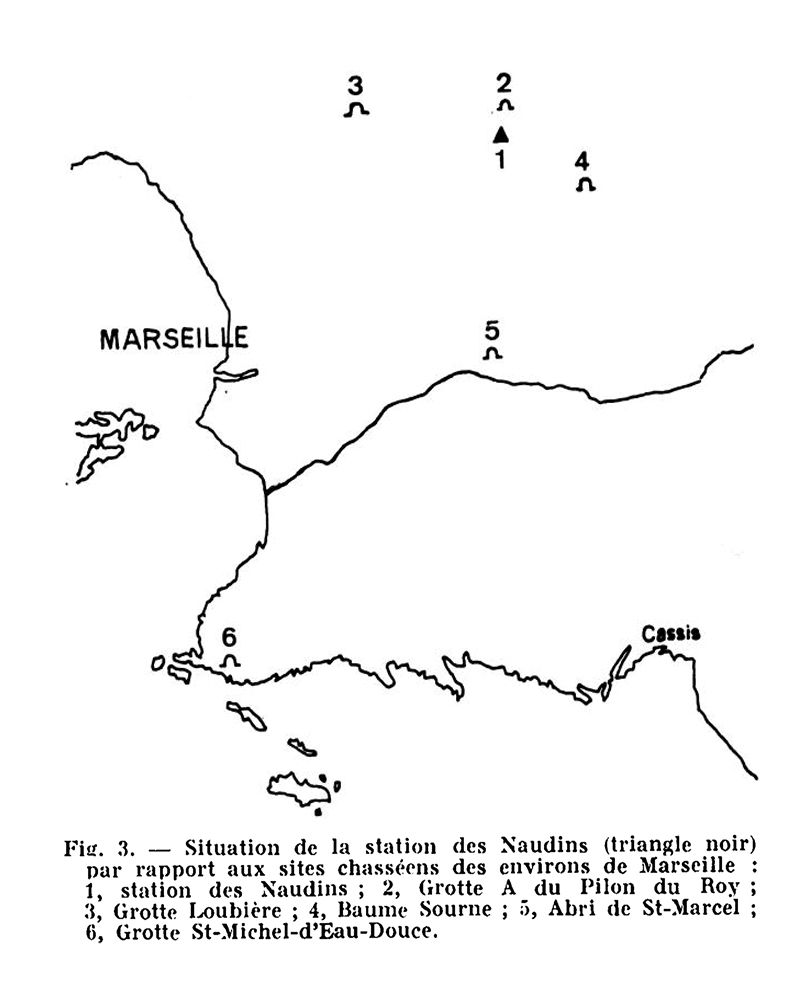
La situation de la Grotte de Baume Loubière (n°3) par rapport aux autres grottes de la région
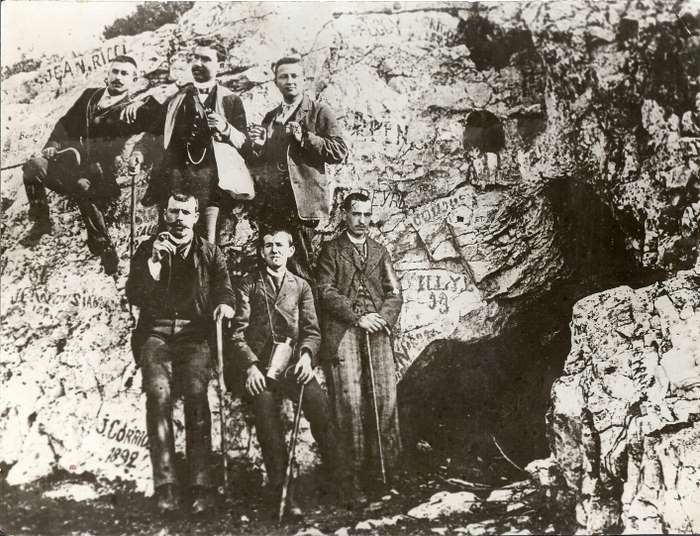
Une expédition dans les Grottes Loubière en 1895
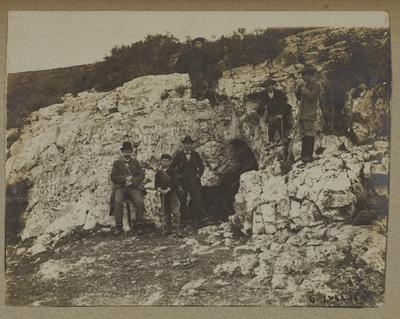
Des expéditionnistes devant l'entrée de la Grotte Loubière
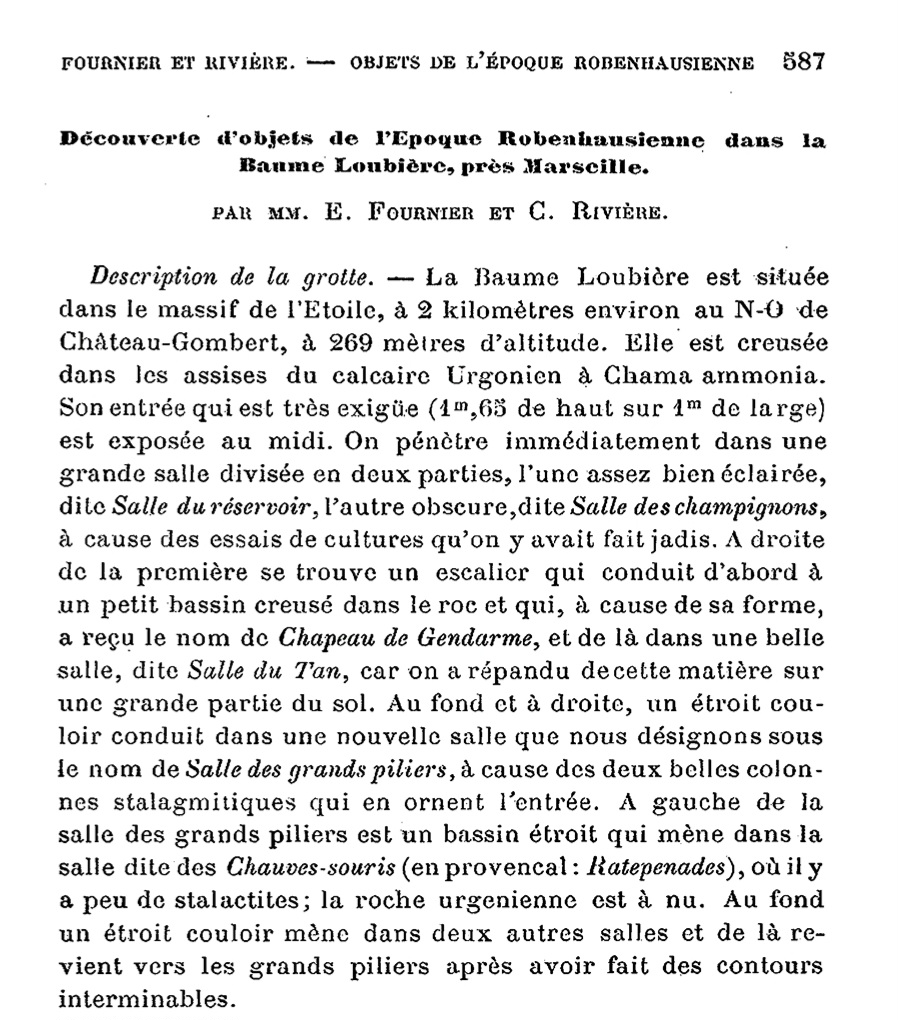
Le début de l'article de 1893 qui révèle des découvertes dans la grotte
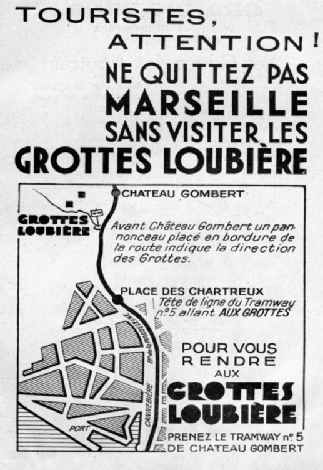
Publicité pour la visite des Grottes Loubière
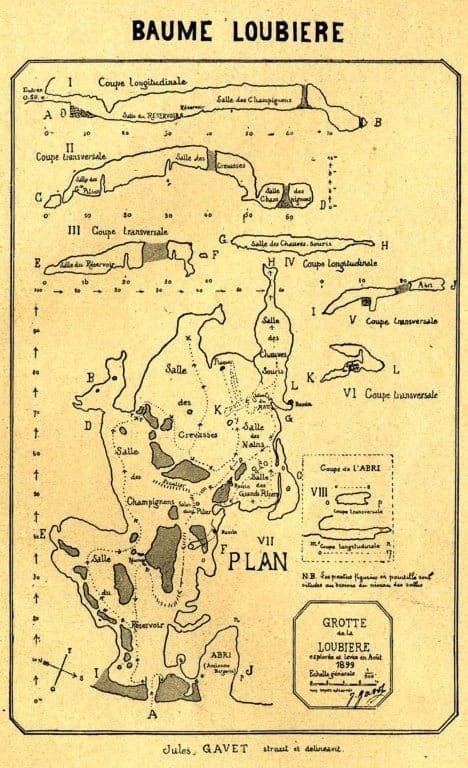
Plan de la Baume Loubière réalisé en 1899 par Jules Gavet (1875-1916)

## Dans la culture

### Dans la littérature
L’écrivain Raymond Jean écrira en 1976 sur ces grottes dans Fontaine obscure, une histoire d’amour et de sorcellerie sur la Provence du XVIIe siècle.
La grotte a également inspiré à Jean Contrucci un roman, L'Affaire de la Soubeyranne, paru aux
éditions Jean-Claude Lattès en 2015,.

### Au cinéma
La grotte a servi de décor pour plusieurs films dont le film La Peau de l'ours, réalisé par Claude Boissol, sorti en 1957 et qui fut tourné dans les Grottes en 1954 avec Jean Richard.
En 1966 c’est un drame italien qui l’utilisera comme décor.